# エドワード・レッグ (イギリス海軍軍人)
エドワード・レッグ閣下（英語: Hon. Edward Legge FRS、1710年ごろ – 1747年9月19日）は、イギリス海軍の軍人、グレートブリテン王国の政治家。リーワード諸島艦隊指揮官（在任：1746年 – 1747年）を務め、住民への対応に苦心した。死後に庶民院議員に当選したことで知られる。

## 生涯

### 海軍入り
初代ダートマス伯爵ウィリアム・レッグと妻アン（Anne、旧姓フィンチ（Finch）、1751年11月30日没、初代エイルズフォード伯爵ヘニッジ・フィンチの娘）の五男として、1710年ごろに生まれた。
1726年7月に志願兵としてイギリス海軍に入り、サー・チャールズ・ウェージャー率いるジブラルタル救援艦隊の一員として戦列艦ロイヤルオークに配属された。その後、プール、キンセール、ソールズベリー、ナミュールの順で配属され、1732年7月4日に海軍大尉の試験に合格した。1734年3月5日にデットフォードの大尉に昇進、同年8月にサマセットのthird lieutenantに転じ、1738年7月26日にリヴリーの艦長（大佐）に昇進した。リヴリーは同年末に退役したが、1739年7月にパールの艦長に任命された。
1736年2月26日、王立協会フェローに選出された。

### 太平洋遠征
1740年1月、パールはジョージ・アンソン代将率いる太平洋遠征艦隊の1隻に選ばれた。レッグは同年6月30日にセヴァーン（同じく遠征艦隊の1隻）の艦長に転じ、艦隊は同年9月18日にワイト島セント・ヘレンズから出港した。艦隊が南アメリカの南端、ホーン岬に到着した頃には疫病が蔓延しており、さらにホーン岬から南下したときに嵐に遭い、パールとセヴァーンが1741年4月10日にアンソンの本隊とはぐれた。疫病で船員たちが衰弱する中、レッグとパールの艦長ジョージ・マレー（George Murray）は本隊に追いつくことを諦め、6月6日にリオデジャネイロに到着した。艦隊の状態を回復させた後、パールとセヴァーンは12月19日にバルバドスに向けて出航、1742年3月11日にバルバドスを出港、4月15日に本国のポーツマスに到着した。
レッグはその後脱走を疑われたが、アンソン本人が脱走の主張を支持しなかったため、遠征での失敗がレッグのキャリアに影響を与えることはなかった。

### リーワード諸島にて
1743年6月6日にハンプシャーの艦長に転じ、10月6日にメドウェイに転じ、同年11月11日から1744年3月21日まで指揮を執った。1744年4月にストラフォードの艦長に転じた。同年9月にトマス・デイヴァース率いる艦隊の1隻に選ばれ、1745年3月11日にポート・ロイヤルに到着した。帰国の後に建造中のウィンザーの艦長に任命され、1746年夏にリチャード・レストックとトマス・マシューズ提督の軍法会議における裁判官の1人を務めた。
軍法会議が10月22日に終わると、レッグは10月24日にリーワード諸島艦隊の指揮官に任命され、任命とともに代将に昇進した。1747年1月4日に出航、4月13日にバルバドスに到着、4月28日にアンティグア島のイングリッシュ・ハーバーに到着した。レッグには現職のフィッツロイ・ヘンリー・リー閣下の職務を停止して軍法会議にかける任務が与えられており、レッグはリーの職務停止を行った。軍法会議はアンティグア議会の請願による本国の決定であり、アンティグア議会は告発を進める必要があったが、準備に半年間をかけたうえ、訴訟は7月24日の軍法会議で違法と宣告され、リーは本国に送還されるにとどまった。
レッグはフランス人やオランダ人との談合、ほかの諸島への軽視、本国への虚偽陳述などアンティグア住民への不満がたまる中、1747年9月19日に死去した。生涯未婚だった。

### 死後
レッグがリーワード諸島に滞在している最中、1747年イギリス総選挙（1747年7月）直後のポーツマス選挙区で議席に空きが生じた。ポーツマスは海軍本部が影響力を有する選挙区であり、レッグの兄ヘンリーは1747年8月に海軍卿の第4代ベッドフォード公爵ジョン・ラッセルにレッグを当選させることを提案、レッグは12月15日に当選を宣告された。
これは当時の西インド諸島と本国間の航行に時間がかかるためであり、レッグ死去の報せは死去から3か月後の12月19日にようやく本国に届いた。この報せとともに、選挙の無効が宣言された。